# Empoli Football Club 1999-2000
Questa voce raccoglie le informazioni riguardanti l'Empoli Football Club nelle competizioni ufficiali della stagione 1999-2000.

## Stagione
Nella stagione 1999-2000 l'Empoli disputa il campionato cadetto, dopo la retrocessione scorsa, raccogliendo 51 punti con il nono posto in classifica. Allenata da Elio Gustinetti, subito fuori in Coppa Italia nel turno preliminare, nel gruppo 3 che ha promosso il Genoa al secondo turno. Anche in campionato la partenza non è stata delle migliori. A fine novembre arriva una pesante sconfitta interna (0-3) con la Salernitana, la squadra biancoazzurra naviga con 15 punti in bassa classifica, viene esonerato il tecnico e chiamato a sostituirlo Silvio Baldini. Con il nuovo allenatore il girone di andata viene chiuso con 20 punti. Nel girone di ritorno l'Empoli si trasforma, raccoglie 31 punti, portandosi in una solida posizione di metà classifica. Protagonista della bella rimonta empolese Luca Saudati attaccante di scuola Milan, al debutto in Serie B realizza 18 reti.

## Rosa

Massimiliano Cappellini, pluripresente della stagione, in azione con la seconda divisa fasciata.

| N. |                    | Ruolo | Calciatore                 |
| -- | ------------------ | ----- | -------------------------- |
| 1  | Italia (bandiera)  | P     | Massimo Gazzoli            |
| 2  | Italia (bandiera)  | D     | Andrea Cupi                |
| 3  | Brasile (bandiera) | D     | Emílson Cribari            |
| 4  | Italia (bandiera)  | C     | Alessandro Pane            |
| 5  | Italia (bandiera)  | D     | Daniele Baldini (capitano) |
| 6  | Italia (bandiera)  | C     | Riccardo Allegretti        |
| 7  | Italia (bandiera)  | P     | Gianluca Berti             |
| 8  | Italia (bandiera)  | D     | Pietro Fusco               |
| 9  | Libia (bandiera)   | C     | Jehad Muntasser            |
| 10 | Italia (bandiera)  | C     | Giovanni Martusciello      |
| 10 | Italia (bandiera)  | A     | Luca Saudati               |
| 11 | Italia (bandiera)  | C     | Vittorio Pinciarelli       |
| 12 | Italia (bandiera)  | P     | Paolo Tommei               |
| 13 | Brasile (bandiera) | D     | Fábio Eduardo Cribari      |
| 14 | Italia (bandiera)  | C     | Alessandro De Poli         |
| 15 | Italia (bandiera)  | D     | Roberto Mirri              |
| 16 | Italia (bandiera)  | A     | Mattia Mastrolilli         |
| 16 | Italia (bandiera)  | C     | Mario Alfieri              |
| 17 | Italia (bandiera)  | C     | Gianluca Porro             |
| 18 | Italia (bandiera)  | A     | Massimiliano Cappellini    |

| N. |                      | Ruolo | Calciatore            |
| -- | -------------------- | ----- | --------------------- |
| 19 | Italia (bandiera)    | D     | Michele Fusi          |
| 20 | Italia (bandiera)    | C     | Flavio Giampieretti   |
| 21 | Italia (bandiera)    | C     | Giacomo Mignani       |
| 21 | Italia (bandiera)    | D     | Pierre Regonesi       |
| 22 | Italia (bandiera)    | P     | Cristian Bini         |
| 23 | Australia (bandiera) | C     | Mark Bresciano        |
| 24 | Italia (bandiera)    | D     | Manuel Belleri        |
| 25 | Australia (bandiera) | C     | Vincenzo Grella       |
| 26 | Italia (bandiera)    | C     | Simone Del Nero       |
| 27 | Italia (bandiera)    | A     | Antonio Di Natale     |
| 28 | Italia (bandiera)    | C     | Francesco D'Aniello   |
| 28 | Italia (bandiera)    | C     | Vincenzo Iacopino     |
| 30 | Italia (bandiera)    | A     | Nazzareno Tarantino   |
| 31 | Italia (bandiera)    | A     | Ibrahiman Scandroglio |
| 32 | Italia (bandiera)    | C     | Marco Marchionni      |
| 33 | Italia (bandiera)    | D     | Dario Dainelli        |
| 34 | Italia (bandiera)    | D     | Matteo Bonatti        |
| 35 | Italia (bandiera)    | C     | Gennaro Volpe         |
| 36 | Italia (bandiera)    | D     | Stefano Bianconi      |

## Risultati

### Serie B

#### Girone di andata
| Arbitro: | Saccani (Mantova) |

|                 |           |  |
| Mastrolilli 72’ | Marcatori |  |

| Arbitro: | Nucini (Bergamo) |

|                        |           |  |
| Ghirardello 12’ (rig.) | Marcatori |  |

| Arbitro: | Rosetti (Torino) |

|               |           |  |
| Di Natale 22’ | Marcatori |  |

| Arbitro: | Pirrone (Messina) |

|             |           |  |
| Ambrosi 56’ | Marcatori |  |

| Arbitro: | Castellani (Verona) |

|                              |           |                 |
| Cappellini 17’ Bresciano 66’ | Marcatori | 77’ Baronchelli |

| Arbitro: | Racalbuto (Gallarate) |

|                                                    |           |  |
| Luiso 6’, 11’, 68’ Comandini 7’, 37’ Tamburini 29’ | Marcatori |  |

| Arbitro: | Pirrone (Messina) |

|                          |           |  |
| Fioretti 39’ Colombo 81’ | Marcatori |  |

| Arbitro: | Paparesta (Bari) |

|               |           |                    |
| Di Natale 82’ | Marcatori | 90+4’ F. Giampaolo |

| Cosenza 29 ottobre 1999, ore 20:45 CEST 9ª giornata | Cosenza          | 0 – 0 referto | Empoli | Stadio San Vito\| Arbitro: \| Pin (Conegliano) \| |
| Arbitro:                                            | Pin (Conegliano) |               |        |                                                   |

| Arbitro: | Guiducci (Arezzo) |

|            |           |                      |
| Saudati 2’ | Marcatori | 42’ (rig.) Dell'Anno |

| Arbitro: | Racalbuto (Gallarate) |

|             |           |  |
| Mignani 18’ | Marcatori |  |

| Arbitro: | Nucini (Bergamo) |

|                                      |           |             |
| Carparelli 12’, 90+2’ Manfredini 56’ | Marcatori | 58’ Saudati |

| Arbitro: | Paparesta (Bari) |

|  |           |                                        |
|  | Marcatori | 7’ Di Jorio 68’ Di Michele 73’ Guidoni |

| Arbitro: | Trentalange (Torino) |

|             |           |  |
| Schwoch 12’ | Marcatori |  |

| Empoli 10 dicembre 1999, ore 20:45 CET 15ª giornata | Empoli          | 0 – 0 referto | Atalanta | Stadio Carlo Castellani\| Arbitro: \| Fausti (Milano) \| |
| Arbitro:                                            | Fausti (Milano) |               |          |                                                          |

| Arbitro: | Pirrone (Messina) |

|                   |           |             |
| Annoni 69’ (rig.) | Marcatori | 84’ Saudati |

| Arbitro: | Branzoni (Pavia) |

|                                |           |              |
| Florijančič 29’ G. Ferrari 40’ | Marcatori | 23’ Iacopino |

| Arbitro: | Cesari (Genova) |

|                                   |           |  |
| Cappellini 43’ (rig.) Saudati 82’ | Marcatori |  |

| Arbitro: | Farina (Novi Ligure) |

|                         |           |               |
| Marazzina 19’, 87’, 92’ | Marcatori | 79’ Di Natale |

#### Girone di ritorno
| Arbitro: | Zaltron (Bassano del Grappa) |

|            |           |             |
| Fanesi 49’ | Marcatori | 89’ Saudati |

| Arbitro: | Castellani (Verona) |

|             |           |  |
| Saudati 65’ | Marcatori |  |

| Arbitro: | Pirrone (Messina) |

|              |           |             |
| Palmieri 86’ | Marcatori | 58’ Saudati |

| Arbitro: | Gabriele (Frosinone) |

|                            |           |           |
| Saudati 24’ Cappellini 33’ | Marcatori | 88’ Topić |

| Arbitro: | Cassarà (Palermo) |

|                           |           |              |
| Baronchelli 18’ Taldo 35’ | Marcatori | 24’ Regonesi |

| Arbitro: | Bolognino (Milano) |

|                 |           |                |
| Saudati 6’, 26’ | Marcatori | 78’ Bernardini |

| Arbitro: | Collina (Viareggio) |

|                              |           |                                                                    |
| Di Natale 23’ Cappellini 51’ | Marcatori | 6’ Bellotto 15’, 86’ Banchelli 18’ Bellini 45+1’ (rig.) A. Carbone |

| Arbitro: | Bertini (Arezzo) |

|                                         |           |             |
| F. Giampaolo 27’, 81’, 91’ Vukoja 45+2’ | Marcatori | 47’ Saudati |

| Arbitro: | Trentalange (Torino) |

|                                |           |                  |
| Saudati 5’, 23’ Cappellini 30’ | Marcatori | 38’, 86’ Malusci |

| Arbitro: | Bonfrisco (Monza) |

|               |           |              |
| Vecchiola 71’ | Marcatori | 38’ Regonesi |

| Treviso 9 aprile 2000, ore 15:00 CEST 30ª giornata | Treviso             | 0 – 0 referto | Empoli | Stadio Omobono Tenni\| Arbitro: \| Castellani (Verona) \| |
| Arbitro:                                           | Castellani (Verona) |               |        |                                                           |

| Empoli 22 aprile 2000, ore 20:30 CEST 31ª giornata | Empoli              | 0 – 0 referto | Genoa | Stadio Carlo Castellani\| Arbitro: \| Collina (Viareggio) \| |
| Arbitro:                                           | Collina (Viareggio) |               |       |                                                              |

| Arbitro: | P. Rossi (Ciampino) |

|               |           |             |
| Vannucchi 63’ | Marcatori | 17’ Saudati |

| Arbitro: | Racalbuto (Gallarate) |

|                                            |           |                    |
| Marchionni 6’, 36’ Saudati 63’, 90’ (rig.) | Marcatori | 82’ (rig.) Schwoch |

| Arbitro: | Rosetti (Torino) |

|            |           |                       |
| Caccia 57’ | Marcatori | 42’ (rig.) Cappellini |

| Arbitro: | Pellegrino (Barcellona Pozzo di Gotto) |

|                          |           |                |
| Iacopino 49’ Saudati 63’ | Marcatori | 83’ Borgobello |

| Arbitro: | N. Ayroldi (Molfetta) |

|                            |           |             |
| Saudati 47’ Cappellini 55’ | Marcatori | 85’ Madonna |

| Arbitro: | Castellani (Verona) |

|            |           |  |
| Hübner 59’ | Marcatori |  |

| Arbitro: | Fausti (Milano) |

|                                                 |           |                                   |
| Di Natale 12’, 22’ Bresciano 19’ Cappellini 75’ | Marcatori | 51’ (rig.) Aglietti 52’ Marazzina |

### Coppa Italia

#### Turno preliminare - Gruppo 3
| Arbitro: | Preschern (Mestre) |

|             |           |                                                           |
| Triuzzi 81’ | Marcatori | 19’ Mignani 53’ Martusciello 70’ Cappellini 82’ Di Natale |

| Arbitro: | Pin (Conegliano) |

|                |           |               |
| Allegretti 44’ | Marcatori | 37’ Mutarelli |

| Arbitro: | Saccani (Mantova) |

|                      |           |  |
| Mastrolilli 50’, 61’ | Marcatori |  |

| Arbitro: | Branzoni (Pavia) |

|                     |           |                |
| Alteri 21’ Donà 40’ | Marcatori | 53’ Marchionni |

| Arbitro: | Guiducci (Arezzo) |

|                      |           |  |
| Castorina 50’ (aut.) | Marcatori |  |

| Arbitro: | Collina (Viareggio) |

|                                                                                       |           |                      |
| Moscardi 3’ (rig.) Mutarelli 40’ Atzeni 59’ I. Franceschini 68’ Carparelli 84’ (rig.) | Marcatori | 48’ (rig.) Tarantino |

## Statistiche

### Statistiche di squadra
| Competizione | Punti | In casa | In casa | In casa | In casa | In casa | In casa | In trasferta | In trasferta | In trasferta | In trasferta | In trasferta | In trasferta | Totale | Totale | Totale | Totale | Totale | Totale | DR  |
| Competizione | Punti | G       | V       | N       | P       | Gf      | Gs      | G            | V            | N            | P            | Gf           | Gs           | G      | V      | N      | P      | Gf     | Gs     | DR  |
| ------------ | ----- | ------- | ------- | ------- | ------- | ------- | ------- | ------------ | ------------ | ------------ | ------------ | ------------ | ------------ | ------ | ------ | ------ | ------ | ------ | ------ | --- |
| Serie B      | 51    | 19      | 13      | 4       | 2       | 31      | 20      | 19           | 0            | 8            | 11           | 11           | 32           | 38     | 13     | 12     | 13     | 42     | 52     | -10 |
| Coppa Italia |       | 3       | 2       | 1       | 0       | 4       | 1       | 3            | 1            | 0            | 2            | 6            | 8            | 6      | 3      | 1      | 2      | 10     | 9      | +1  |
| Totale       | -     | 22      | 15      | 5       | 2       | 35      | 21      | 22           | 1            | 8            | 13           | 17           | 40           | 44     | 16     | 13     | 15     | 52     | 61     | -9  |

### Andamento in campionato
| Giornata  | 1 | 2 | 3 | 4 | 5 | 6 | 7  | 8  | 9  | 10 | 11 | 12 | 13 | 14 | 15 | 16 | 17 | 18 | 19 | 20 | 21 | 22 | 23 | 24 | 25 | 26 | 27 | 28 | 29 | 30 | 31 | 32 | 33 | 34 | 35 | 36 | 37 | 38 |
| --------- | - | - | - | - | - | - | -- | -- | -- | -- | -- | -- | -- | -- | -- | -- | -- | -- | -- | -- | -- | -- | -- | -- | -- | -- | -- | -- | -- | -- | -- | -- | -- | -- | -- | -- | -- | -- |
| Luogo     | C | T | C | T | C | T | T  | C  | T  | C  | C  | T  | C  | T  | C  | T  | T  | C  | T  | T  | C  | T  | C  | T  | C  | C  | T  | C  | T  | T  | C  | T  | C  | T  | C  | C  | T  | C  |
| Risultato | V | P | V | P | V | P | P  | N  | N  | N  | V  | P  | P  | P  | N  | N  | P  | V  | P  | N  | V  | N  | V  | P  | V  | P  | P  | V  | N  | N  | N  | N  | V  | N  | V  | V  | P  | V  |
| Posizione | 5 | 9 | 4 | 8 | 6 | 8 | 11 | 11 | 12 | 12 | 9  | 11 | 15 | 16 | 17 | 17 | 17 | 16 | 17 | 17 | 17 | 16 | 14 | 15 | 14 | 15 | 16 | 15 | 15 | 16 | 16 | 16 | 13 | 16 | 10 | 10 | 10 | 9  |

Legenda:

Luogo: C = Casa; T = Trasferta. Risultato: V = Vittoria; N = Pareggio; P = Sconfitta.